# Ruder-Europameisterschaften 1895
Die 3. Ruder-Europameisterschaften wurden 1895 auf dem Brügge-Ostende-Kanal in Ostende, Belgien ausgetragen. Wie bereits im Vorjahr wurden Medaillen in vier Bootsklassen vergeben.

## Ergebnisse
| Bootsklasse           | Gold                                                                                              | Silber | Bronze |
| --------------------- | ------------------------------------------------------------------------------------------------- | --- | --- |
| Einer                 | Friedrich Miller *                                                                                | Vittorio Leone | Jaroslav Langhaus |
| Zweier mit Steuermann | Frankreich Jules Demaré Gabriel Sartori                                                           | Belgien Edouard Lescrauwaet Auguste Lescrauwaet                                                                              | Italien Vittorio Leone Federico Costa |
| Vierer mit Steuermann | Frankreich Jules Demaré Joyet Paul Cocuet Gabriel Sartori                                         | Belgien Edouard Lescrauwaet Auguste Lescrauwaet Charles Lescrauwaet Jules Lescrauwaet                                        | Italien Ettore Sebastiani Fortunato Barbini Alfonso Taddei Ezio Carlesi Gragnani (Steuermann)                                                       |
| Achter                | Frankreich Jules Demaré Joyet Paul Cocuet Gabriel Sartori Dirauer Dupont Jacques Jansen Chaigneau | Belgien François Goossens François Jansen Léon Dickman Jean Troch Edmond Nolf Victor Herickx Léopold De Bloe Georges Boisson | Italien Ernesto Vettori Italo Ponis Cino Ceni Giuseppe Belli Arturo Innocenti Goretto Goretti Giorgio Bensa Cesare Galardelli G. Pucci (Steuermann) |

## Medaillenspiegel
| Platz  | Land                 | Gold | Silber | Bronze | Gesamt |
| ------ | -------------------- | ---- | ------ | ------ | ------ |
| 1      | Frankreich           | 3    | –      | –      | 3      |
| 2      | Belgien              | 1    | 3      | –      | 4      |
| 3      | Italien              | –    | 1      | 3      | 4      |
| 4      | Kaisertum Österreich | –    | –      | 1      | 1      |
| Gesamt | Gesamt               | 4    | 4      | 4      | 12     |